# История Краматорска
История Краматорска описывает историю города Краматорск (Украина).

## Предыстория
Согласно данным археологии, на территории современного Краматорска и его ближайших пригородов люди селились ещё в глубокой древности. На северо-западной окраине Краматорска найдены каменоломни и мастерские по обработке кремня эпохи неолита, которые продолжали существовать и в период ранней меди (энеолит). В пригородах Краматорска исследовано также курганное захоронение металлурга-литейщика эпохи бронзы.
Во второй половине XVIII в. территория, которую в настоящее время занимает город, массово заселяется казаками Слободского войска (СЛКВ). Занятие здешних земель по праву вольной заимки начали, в первую очередь, представители полковой старшины Изюмского слободского и Бахмутского конного казачьих полков: полковой хорунжий Изюмского слободского полка Степан Юрьевич Адамов, хорунжие Бахмутского конного полка Степан Сергеевич Таранов и Иван-меньшой Прокофьевич Шабельский. Официальное право на данную территорию получил хорунжий Степан Таранов 2 августа 1752 года.
1753 г. — хорунжий Бахмутского конного козачьего полка Степан Таранов основал слободу Белянскую, первое поселение на территории современного г. Краматорска.
1758 г. — начато заселение Шабельковки.
26 июля 1765 г. — упразднение Екатериной II Слободского казачьего войска (СЛКВ).
1775 г. — хутор Шабельковка стал слободой.
1782 г. — основано село Ясная Гора.
1788 г. — в Шабельковке построена первая в районе церковь — деревянная во имя Николая Угодника.
1790 г. — в селе Белянском построена церковь Святого Архидиакона Стефана.
1799 г. — территория будущего Краматорска включена в Изюмский уезд Слободско-Украинской (позже переименована в Харьковскую) губернии. Село Белянское становится волостным центром.
1850 г. — основана Малотарановка.

## Основание города
В 1868 году на строящейся Курско-Харьково-Азовской железной дороге у реки Казённый Торец появился разъезд Краматорская.
Впервые полустанция Краматорская упоминается 16 сентября 1871 года в "Ведомости числу аппаратов и действующих элементов на постах Телеграфа вдоль Курско-Харьково-Азовской железной дороги".
В изданном в 1902 году «Спутнике по Курско-Харьково-Севастопольской железной дороге», на стр. 172 разъясняется, что Краматоровка — ошибочное название Красноторки, названной в свою очередь по реке Красный Торец.

## XIX век
В 1899 году управление Южных железных дорог при станции открыло одноклассное училище для детей работников станционных служб, почты, телеграфа и полицейских чинов.
1 декабря 1878 года по инициативе Саввы Мамонтова к полустанции примкнула ветка Донецкой Каменноугольной железной дороги.
В 1878 году администрацией Донецкой каменноугольной железной дороги на станции Краматорская была открыта временная больница.
В 1879 году начато строительство каменного здания вокзала.
В 1880 был построен первый двухэтажный многоквартирный дом для железнодорожников.

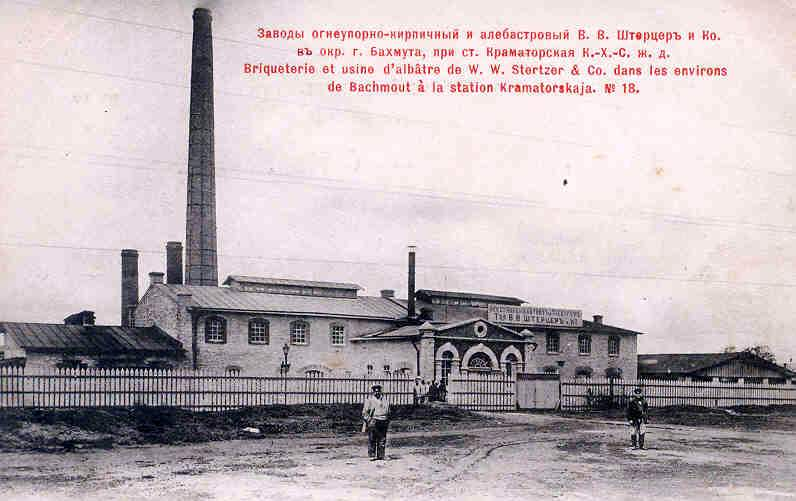
Завод Штерцера

В 1885 году возле станции был построен завод Эдгара Адельмана (с 1898 — «В. В. Штерцер и Ко»), который вырабатывал известь, алебастр и огнеупоры.
В 1893 году открыта церковно-приходская школа в с. Белянском, при котором была единственная в посёлке библиотека на 500 экземпляров.
В 1896 году фирмой «В.Фицнер и К.Гампер» начато сооружение машиностроительного завода. Завод начал выпускать несложное оборудование для железных дорог и небольших шахт. В 1898 году на заводе Краматорского металлургического общества построили доменную печь, чтобы обеспечить машиностроительное производство металлом, и началось производство чугуна.
В марте 1897 открыто первое почтовое отделение в посёлке на месте нынешнего инженерного корпуса СКМЗ. Отсюда происходит название района Почтовый.
В 1897 открыта первая аптека.
В ноябре 1898 открыт телеграф.

## Начало XX века
В 1905 г. в процессе подавления мятежей взята с бою станция Краматорская
1907 г. — открыто железнодорожное училище при станции (здание училища построено в 1906 году)
В марте 1909 г. случилось сильное наводнение, нарушена работа завода КМО.
1909 год — в Краматорске начала функционировать междугородная телефонная станция.
В 1910 в одном из зданий завода Краматорского металлургического Общества открылся кинематограф «Эра».
В 1911 году завод начал специализироваться на выпуске оборудования для металлургических заводов и угольных шахт.
В цехах завода ремонтировались также паровозы.
1912 год — начал действовать цементный завод «Пушка» русско-бельгийского общества. Его первая продукция была предназначена для строительства Санкт-Петербургского оружейного завода, отсюда и название. На заводе было две вращающиеся печи, две цементные мельницы, работало 400 рабочих.
— основано Краматорское спортивное общество (КСО), был построен стадион и появилась футбольная команда.
9 (ст. ст.) мая 1912 — организована пожарная команда.
25 мая 1914 года на Большой улице Базарного посёлка был открыт кинотеатр «Триумф». Зрительный зал был рассчитан на 450 человек, а на постройку и оборудование кинотеатра затрачено 30 тысяч рублей.
1913 — открыт парк КСО (ныне Сад Бернацкого) с футбольным полем и плавательным бассейном.
— трёхлетнее училище при заводе КМО стало четырёхлетним.
1914 — одноклассное училище при станции стало трёхлетним.
Март 1917 — наводнение в долине Торца.

## Гражданская война
2 марта 1917 — рабочие остановили завод и устроили митинг по поводу Февральской революции.
21 марта 1917 — в кинотеатре «Триумф» был избран Совет рабочих, крестьянских и солдатских депутатов из 17 человек, в том числе 11 — большевики.
18 июня 1917 — стачка 10 тысяч человек.
29 сентября 1917 вместо эсера Крюкова главой краматорского совета избран Шкадинов.

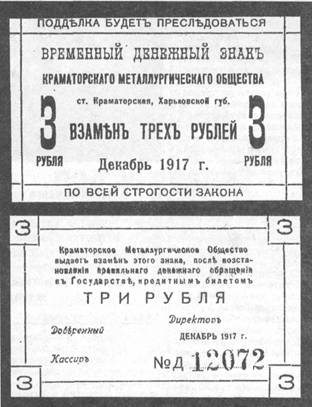
Боны КМО (1917)

1917 год — из-за нехватки денежной массы для расчётов с рабочими и инженерно-техническим персоналом дирекция выпустила временные денежные знаки достоинством 1, 3, 5, 10, 25 и 100 рублей. Бумага бонов КМО имела защиту — водяные знаки, но в обращение они так и не поступили.
21 апреля 1918 г. — в ходе операции «Фаустшлаг» посёлок занят немецкой пехотной дивизией «Чёрный орёл».
25 октября 1918 г. — немцы оставили Краматорскую под ударами Красной армии.
21 декабря 1918 г. — посёлок занят Донской армией Атамана Краснова.
14 января 1919 г. — станцию заняла Первая партизанская дивизия (красная).
Январь 1919 г. — избран Краматорский райисполком.
5 февраля 1919 года — посёлок становится частью советской Украины в составе Донецкой губернии (официальный выход из состава РСФСР — 17 февраля 1919 (день ликвидации Донецко-Криворожской республики)).
27 декабря 1919 г. — Красная Армия вытеснила белогвардейцев из города.

## Межвоенное время
17 ноября 1920 — постановлением Президиума Укрсовнархоза завод КМО национализирован, получив название Краматорского государственного машиностроительного и металлургического (КГММЗ или КГМЗ).
1922 — при машиностроительном заводе создана школа ФЗУ.
7 марта 1923 посёлок Краматоровск стал районным центром Бахмутского округа.
1924 — открылись вечерний машиностроительный техникум и техническое училище.
1924 — построен первый 4-этажный жилой дом (ул. Свободы, 4).
13 марта 1925 — Краматорская отнесён к категории посёлков городского типа.
1925 — в Краматорске работало 8 начальных и средних трудовых школ.
29 июня 1927 — начала выходить газета «Краматорская домна» (19 сентября 1930 года преобразована в городскую газету «Краматорская правда»).
В 1928 году Краматорской построен шиферный завод.
1929 год — заложен Новокраматорский завод тяжёлого машиностроения (НКМЗ).
1929 — построен водопровод.
В 1930 году на базе вечернего машиностроительного техникума создан Краматорский машиностроительный институт.
1931 — построен первый дом в Соцгороде
20 июня 1932 — Краматоровка получила статус города.
июнь 1932 — началось наводнение в долине Торца.
1 июня 1934 — распоряжением Наркомтяжмаша КГММЗ был разделён на два завода: Старокраматорский машиностроительный и Краматорский металлургический.
В 1934 году пущена первая очередь Новокраматорского машиностроительного завода (НКМЗ). Одновременно с Новокраматорским машиностроительным заводом построен новый городок машиностроителей.
1935 — Краматорский машиностроительный институт объединён с Донецким индустриальным институтом.
1935 — построен первый 5-этажный жилой дом (улица Большая Садовая, 74).
1 мая 1937 года в городе появился трамвай — вступила в строй первая трамвайная линия.
В сентябре 1937 года основан Краматорский машиностроительный техникум — единственное в то время техническое учебное заведение в городе.

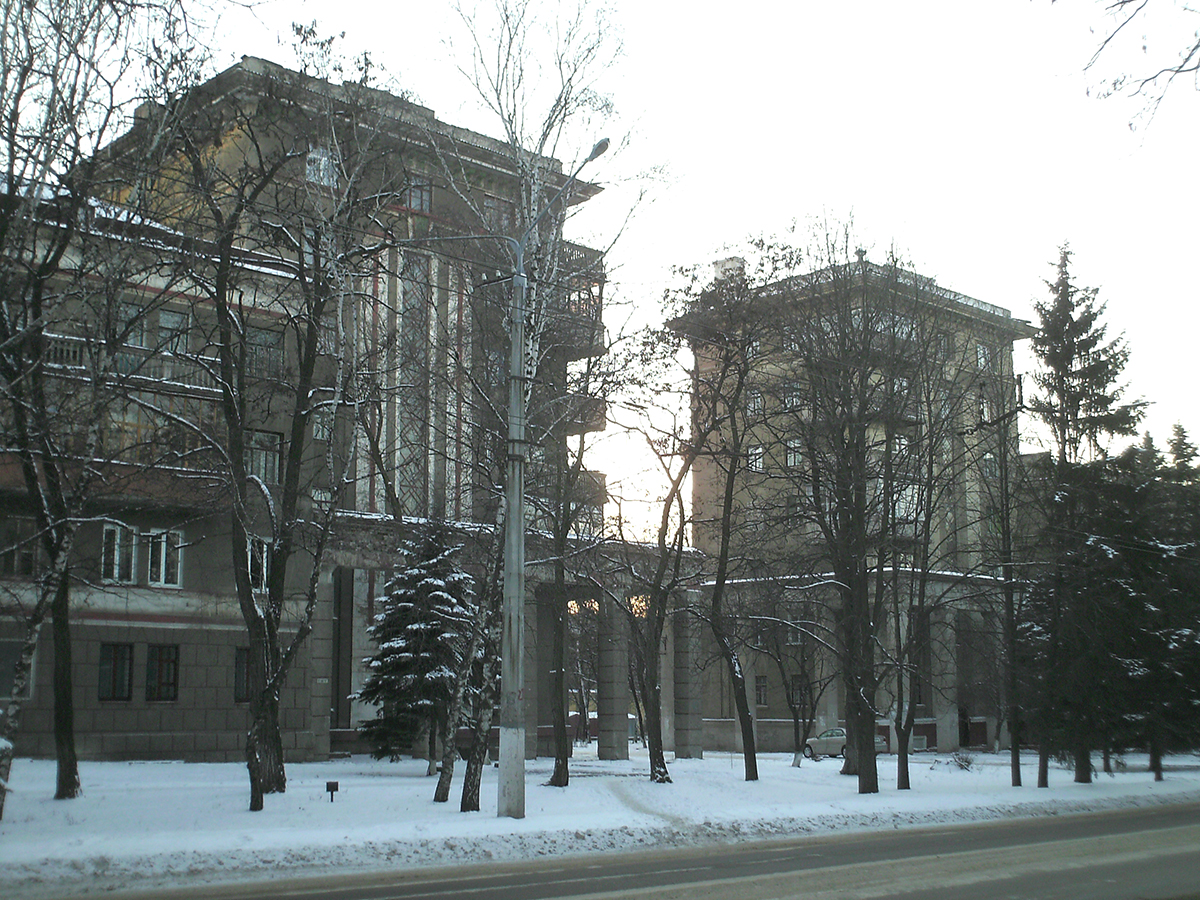
первые семиэтажные дома (улица Дружбы, 10 и 6)

1937, 1938 — построены два первых 7-этажных дома
В 1940 год на заводах города трудилось более 30 тысяч рабочих, 5 тысяч инженеров и техников; имелось 4 больницы, электролечебница, водолечебница; 33 школы (в том числе 17 средних).
24 февраля 1941 года принят в эксплуатацию Краматорский завод тяжёлого станкостроения, строящийся с 1937.

## Великая Отечественная война
2 октября 1941 года — первая бомбардировка города.
27 октября 1941 — начало оккупации Краматорска немецкими войсками. Бургомистром был назначен коллаборационист В. Шопен.
В городе был установлен террор. Массовый расстрел горожан проводился в карьере Меловой горы (здесь концлагерь был организован 1 ноября, всего расстреляно 3,5 тысячи человек), в Красном Яру возле Красногорки и в каменном и глинистом карьере на Ивановке.
6 февраля 1943 года контрнаступлением советским войскам удалось выбить гитлеровцев из города.
27 февраля 1943 года нацисты вновь захватили город.
6 сентября 1943 года Краматорск был вновь освобождён советскими войсками.
7 сентября 1943 освобождена Меловая гора.

## Вторая половина XX века
В послевоенные годы в Краматорске проводилось восстановление разрушенных предприятий, было построено более 10 новых промышленных объектов.
1943, 22 ноября — открыт первый детский дом.

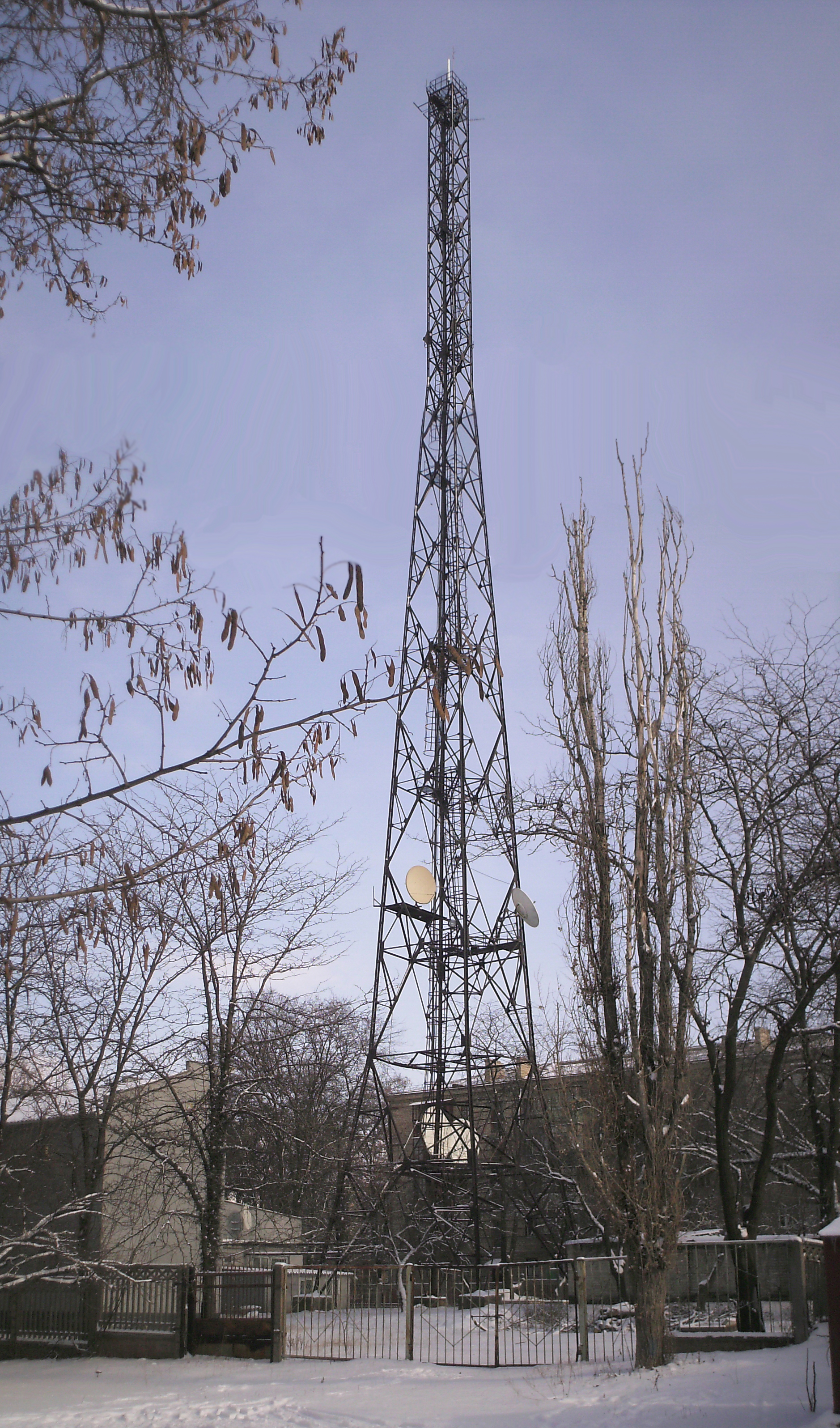
телевышка на ул. Катеринича

1957 — налажено автобусное сообщение между посёлками и центром.
1959 — введён в эксплуатацию телеретранслятор на ул. Катеринича.
1960 — построен первый крупнопанельный дом (улица Вознесенского, 27).
1962 — заложен завод литья и поковок (ныне — ОАО «Энергомашспецсталь»).
20 февраля 1962 — в доме ул. Вознесенского, 33 зажжён первый бытовой газ.
Июнь 1964 — крупное наводнение вследствие прорыва плотины на Маячке.
1965 — окончено строительство Дворца культуры и техники НКМЗ.

обелиск в честь столетия города

1967, 5 ноября — открыт городской музей.
1968 — Краматорск торжественно отметил своё 100-летие и был награждён Почётной Грамотой Президиума Верховного Совета УССР.
1968 — построен первый 9-этажный дом (улица Дворцовая, 4).
1969 — основан электроламповый завод «Альфа».
18 ноября 1971 — запущено троллейбусное движение.
1971 — город награждён орденом Трудового Красного Знамени.
1972 — вступил в строй комбинат панельного домостроения.
1976 — выпустил первую партию своей продукции завод «Кондиционер».
1976 — построен первый 14-этажный дом (улица Парковая, 16).

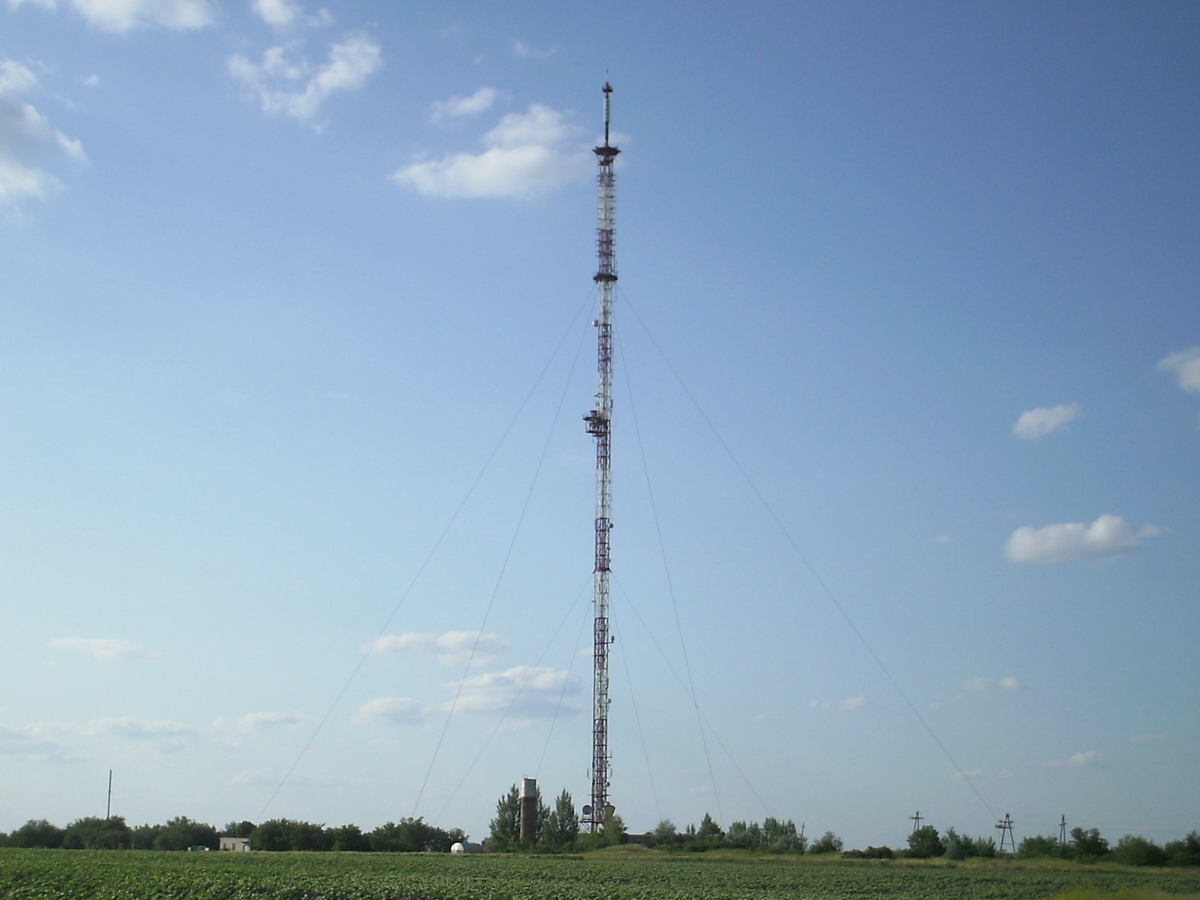
телевышка на Карачун-горе

1979 — заработал ретранслятор на Карачун-горе между Славянском и Краматорском.
1980—1989 — заражение жителей жилого дома радиоактивной капсулой, вмурованой в стену.
1982—1995 — снос ветхой застройки в Старом городе, замена многоэтажными домами (1986—1994).
1984—1992 — строительство микрорайона имени Первостроителей НКМЗ.
1985—1994 — строительство микрорайона «Лазурный».
Март 1985 — наводнение в Старом городе.
3 октября 1990 — основан завод автогенного оборудования «Донмет».
1990, 17 декабря — начала работу первая негосударственная телерадиокомпания «СКЭТ» (Студия Краматорского эфирного телевидения).

## В составе независимой Украины
1 сентября 1992 — открылся Краматорский филиал Донецкого открытого университета (с декабря 1994 — Краматорский экономико-гуманитарный институт (КЭГИ))
В 1992 начало работу ювелирное предприятие «Ювелирсервис».
В 1997 году началась ретрансляция программ FM-радио «Европа Плюс Донбасс», а в 1998 года начала вещание первая негосударственная радиостанция («Радио Бит»).
2000 — Дворец культуры СКМЗ передан городу.
2000 — открыта строившаяся с 1989 дорога через балку Кутовую между Даманским и Лазурным.
18 мая 2004 — на четырёх участках создан Краматорский ландшафтный парк.
24 сентября 2008 года — приняты флаг и новый герб города.
2010 год — на части площадей КЗТС основан завод Фурлендер по производству ветряных энергетических установок.
12 апреля 2014 года исполком и горотдел милиции Краматорска были захвачены террористами российского боевика Игоря Стрелкова (Гиркина), а город объявлен частью самопровозглашённой ДНР. Во время оккупации боевики обстреливали из миномётов с окраин города жилые кварталы.
16 апреля в город с запада вошла колонна украинской бронированной техники из 25-й отдельной бригады ВДВ, но была заблокирована местными жителями. Часть личного состава с шестью единицами бронетехники перешли на сторону ДНР в Славянск.
17 апреля, несмотря на фактический контроль города силами ДНР, был проведён митинг «За единую Украину», на который пришли более тысячи горожан.

В связи с проведением украинскими властями антитеррористической операции против вооружённых ополченцев 3 мая 2014 года в городе велись уличные бои, в ходе которых, по сообщениям некоторых СМИ, погибло до 6 человек. Одной из погибших стала 21-летняя медсестра Юля Изотова. Её похороны подхлестнули антиукраинские настроения в городе.
5 июля 2014 года вооружённые группы «ДНР» покинули город, и над исполкомом был восстановлен контроль со стороны Украины.
10 февраля 2015 года Краматорск был обстрелян 300-миллиметровыми боеприпасами, в том числе кассетными, выпущенными из РСЗО «Смерч» или «Торнадо», с юго-юго-восточного направления. По данным Донецкой областной госадминстрации погибли 16 человек и 48 пострадали, из них пятеро детей. В аэропорту Краматорска, где располагался штаб антитеррористической операции (АТО), были ранены 32 военнослужащих ВСУ. После обстрела на улицах Краматорска осталось много снарядов, которые не разорвались. Ночью 11 февраля президент Украины Пётр Порошенко посетил обстрелянный Краматорск.